# 鲁德纳亚湾
鲁德纳亚湾（俄语：Бухта Рудная），前称野猪河湾（俄语：Бухта Тетюхе），是日本海的海湾，属滨海边疆区达尔涅戈尔斯克城区，伸入陆地1.2公里，入口宽2.7公里，深达18米，面积2.85平方公里。1972年更为现名。